# Zastava M55
Zastava M55, znan tudi pod oznako 20/3-mm-M55, je jugoslovanski tricevni protiletalski top kalibra 20 mm, ki ga je leta 1955 izdelala Crvena zastava (danes podjetje Zastava Arms ) v Kragujevcu, Srbija, za jugoslovansko ljudsko armado in za izvozni trg, nameščali pa so ga tudi na plovila Jugoslovanske vojne mornarice.
Poleg osnovnega vlečenega modela M55 A2 so bile razvite tudi različice M55 A3 B1, M55 A4 B1 in BOV-3 SPAAG .

## Razvoj
Leta 1951 je Zvezni sekretariat za ljudsko obrambo ( srbsko-hrvaški : Savezni sekretarijat za narodno odbrano - SSNO) kupil proizvodno licenco za enocevni protiletalski top Hispano-Suiza HS.804 20mm L / 70, nameščen na vlečnem podnožju HSS 630-3. Top HS.804 je podjetje Crvena Zastava začela proizvajati leta 1955 pod oznako 20/1 mm M55 medtem pa so inženirji podjetja začeli razvijati različico s tremi cevmi. Leta 1971 je bil dokončan prvi prototip trocevne Zastave 20/3 mm M55 katerega proizvodnja se je začela še istega leta.

## Različice

### Osnovni model M55 A2
Standardna vlečna različica M55, ki je bila predana v uporabo leta 1971, je bila namenjena pehotni uporabi. M55 A2 je sestavljen iz treh licenc, treh cevi dolžine 1.956 mm Hispano-Suiza HS.804 20 mm L / 70 nameščenih na enojni HSS.630-3 s pogonom na elektriko in vozičkom za prevoz. V voznem stanju ima top naslednje mere; dolžina 4,30 m, širina 1,27 m, višina pa 1,47 m. Topovi so postavljeni tesno skupaj, da omogočajo hitrejše ponovno polnjenje srednji cev pa je v vodoravnem položaju pomaknjen nazaj. Dovajanje streliva se opravi za vsak top posebej s pomočjo 60-krožnega bobna s strelivom. Top je postavljena na tri zložljive noge kolesa pa so zložena v nujnih primerih pa je mogoče streljati tudi iz vozička. Vzmetenje je vzmetno in hidravlično dvignjeno. S topom se lahko vozi do najvišje hitrosti 80 km/h; kot vlečno vozilo se uporablja vojaški tovornjak TAM-110 (4x4). Skupna teža vključno s strelivom je 1.100   kg in brez streliva 970 kg.
Strelec sedi na zadnjem koncu topa in z dvema komandama nastavlja premik po horizontu (360 °) in elavaciji (+ 83 ° do -5 °). Strelja s pedalom. V izboljšani različici M55 A2 B1, ki je bila predstavljena leta 1975 je strelec imel na voljo avtomatski optično-mehanski vizir (PANS-20/3) za boljši zajem ciljev. Strelec prejme različne podatke, ko je tarča zaznana in cilj napreduje; zato mu ni potrebno neprestano streljati. S to optiko je mogoče streljati le na podzvočna letala. Cilje s hitrostjo do 1.000 km/h se lahko napade na razdalji 1.500 m počasnejše tarče pa do razdalje 2.000 m. Največji doseg za obrambo zračnega prostora znaša 4.000 m. Teoretična kadenca je 700 strelov na minuto na cev, hkrati lahko streljajo vsi trije topovi kar omogoča hitrost ognja med 1.950 in 2.250 strelov na minuto, kar pa v praksi ni mogoče doseči zaradi časa ponovnega polnjenja.
Poleg protiletalske vloge se je Zastava M55 obsežno uporabljala tudi v neposredni ognjeni podpori proti zemeljskim ciljem. Zardi večje mobilnosti je bila pogosto nameščena na tovornjake. Operativni domet proti zemeljskim ciljem je 2.500 m, največji domet pa je 5.500 m.

### M55 A3 B1
Izboljšana različica modela M55 A2, je bila uvedena leta 1978. Glavna razlika v primerjavi z osnovnim modelom je hidravlični usmerjevalni pogon topa, ki ga poganja majhen bencinski motor na desni strani sedeža strelec. Ta zagotavljanje moč in s tem razbremeni strelca, da temu ni potrebno ročno nastavljati horizonta in elavacije. Motor ima zmogljivost 8 KM in prostornino 160 cm3, kar zagotavlja moč 5,22 kW. Sitem omogoča hitrejšo odzivnost, usmerjanje se izvaja s krmilno palico. Zaradi izboljšav se je skupna teža poevčala na 1.235,5 kg s strelivom in 1.150 kg brez streliva. Boben s strelivom in način merjenje je enak prejšnjemu modelu.

### M55 A4 B1
Predstavljen je bil v letih 1977-78, ta model topa M55 je bil nameščen na vlečni voz švicarskega protiletalskega topa GAI-D01. Na A4 B1 je bil nameščen nov računalniško voden merilni sistem - balistični računalnik Galileo, ki samodejno spremlja top po pridobitvi cilja. Poleg tega je bil pod sedežem nameščen motor istega tipa kot na M55 A3 B1, ta je bil premaknjen iz bočnega položaja na prejšnji različici, da bi se izboljšala porazdelitev teže treh nabojnikov in preprečilo njihovo vibriranje. Ko se top postavi v položaj se odstrani vlečni voziček in pred ciljno napravo in strelec postavi majhen ščit za zaščito pred drobci.

### M55 A4 M1 (BOV-3)
Prvič je bil uveden leta 1983. Na BOV-3 SPAAG je nameščena nadgrajena različica topa A4 B1 z balističnim računalnikom Galileo J171, top je nameščenim v kupoli na vrhu strehe oklepnika BOV .

## Strelivo
- 20 × 110   mm PZ (pancirno zrno) M60 oklepno prebojna granata z označevalcem: Globoko črna barva z zemeljsko-rdečim obročem v zgornji tretjini granate. Lupina krogle je sestavljena iz kaljenega jekla in fosforjem v zadnjem delu, ki se po zadetku v tarčo vžge.
- 20 × 110   mm TZO (trenutno zapaljivo obilježavajuće) Eksplozivna zažigalno strelivo M57 z označevalnikom: krom rumena barva z zemeljsko-rdečim obročem v zgornji tretjini granat in zeleni obroček nad vodilnim obročem. Granata je izdelana iz jekla in ima v središču eksplozivno polnilo trotile, ki se vname ko granata zadane cilj. Občutljiv vžigalnik AZZ UT M57, ki je privit na granato je eksplozivna udarna varovalka z napravo za samodejni izklop, ki se začne po 4,5 do 9,5 sekunde.
- 20 × 110 mm TZ (trenutno zapaljivo) eksplozivno strelivo M57 brez osvetlitve.
- 20 × 110 mm M79 vadbeno strelivo (z označevalcem): temno zelena barva s svetlo zelenim obročem nad vodilnim obročem. Kovinsko ohišje z vžigalnikom, ki se ob udarcu vžge kar omogoča lažje opazovanje
- 20 × 110 mm šolsko strelivo M77: kremno bela. Plastično dno napolnjeno z železovim prahom in opremljeno z mejnimi vrednostmi, ki po izstopu iz cevi počijo.

## Bojna zgodovina

### Afrika
Zastava M55 A2 so veliko uporabljale ljudske oborožene sile Angole (FAPLA) med angolsko državljansko vojno (1975–2002) in poznejšimi fazami južnoafriške mejne vojne (1966–1990), številne so zajele južnoafriške obrambne sile (SADF) med svojimi vojaškimi operacijami, ki so jih v 80. letih dvajsetega stoletja začeli proti gverilskim oporiščem SWAPO / PLAN v južni Angoli. Nekatere od zaseženih topov so pozneje predelali in namestili na oklepnike Casspir, ki jih je uporabljal Koevoet pri svojih protigverilskih operacijah v Angoli in Jugovzhodni Afriki  druge pa so bile izročene oboroženim Sile osvoboditve Angole (FALA), oboroženo krilo UNITA .
Zastava M55 so uporabljale tudi ljudske sil za osvoboditev Mozambika (FPLM) tako med državljansko vojno v Mozambiku (1977-1992) in kasnejši v spopadih v Rodeziji. Nekaj topov so zasegle rodezijske varnostne sile v okviru svojih prikritih čezmejnih napadov na gverilske taborišča afriške narodne osvobodilne vojske (ZANLA) v Mozambiku konec sedemdesetih let.

### Bližnji vzhod
Libanon je v zgodnjih sedemdesetih letih dvajsetega stoletja od Jugoslavije dobil neznano število avtomobilskih topov Zastava M55 A2, ki so bili dodeljeni enotam za zračno obrambo libanonske vojske in libanonskih zračnih sil. Ti so bili v veliki meri uporabljeni med libanonsko državljansko vojno (med leti 1975-1990), po razpadu libanonske vojske (LAF) januarja 1976 je več topov padlo v roke krščanskih in muslimanskih milic. Glavni uporabniki so bili vojska svobodnega Libanona (AFL), libanonske arabske vojske (LAA), Al-Tanzima, regularne sile Kataeb (KRF), osvobodilne vojske Zgharta (ZLA), milice tigrov in Al-Mourabituna, , ki so Zastavo M55 pritrdili na različna vozila in oklepnikih M113 .

### Jugoslovanske vojne
Med razpadom Jugoslavije in poznejšimi jugoslovanskimi vojnami, ki so izbruhnile v devetdesetih letih dvajsetega stoletja sta se Zastava M55 in BOV-3 SPAAG veliko uporabljali v Desetdnevni vojni v Sloveniji, hrvaški osamosvojitveni vojni, bosanski vojni in Hrvaško-bošnjaške vojni na strani skoraj vseh sprtih strani. Med njimi uporabniki so bili jugoslovanska ljudska armada, vojska Republike srbske krajine in vojska Republike srbske na eni strani ter njihovi nasprotniki slovenska teritorialna obramba, hrvaška nacionalna garda, hrvaški obrambni svet in vojska republike Bosne in Hercegovine na drugi strani.

## Uporabniki
- Angolske oborožene sile [14][15]
- Oborožene sile Bosne in Hercegovine [16]
- Oborožene sile Demokratične republike Kongo [17]
- Vojska Republike Makedonije [18]
- Hrvaška vojska
- Gvatemalske oborožene sile
- Obrambne sile Mozambika
- Salvadorska vojska [19]
- Srbska vojska
- Slovenska vojska
- Tunizijska vojska [20]
- 🇺🇦 Ukrajina ( Slovenija je donirala zaupno število enot leta 2022)

### Nekdanji uporabniki
- Osvobodilne oborožene sile Angole ( UNITA ) - orožje je predala Južna Afrika potem ko ga je zajela FAPLA
- Libanonske oborožene sile - upokojeno (uporabljajo se samo za namene usposabljanja).
- Rodezijske varnostne sile - zajeto FPLM in ZANLA
- Južnoafriške obrambne sile - zajeto FAPLA
- Sirske oborožene sile
- Jugoslovanska ljudska armada in teritorialna obramba – prenesena na države naslednice